# Гваякум священный
Гваякум священный (лат. Guaiacum sanctum) — тропическое дерево, один из пяти видов рода Гваякум (Guaiacum).

## Ареал
Ареал произрастания — Неотропика: север Южной Америки, Центральная Америка, Флорида, острова Карибского моря.
Гваякум священный — национальный символ Багамских островов.

## Описание
Гваякум священный — медленно растущее дерево с тяжёлой и твёрдой древесиной. Высота не превышает 7 м, а диаметр ствола может достигать 50 см. Растения хорошо переносят тень.
Листья сложные, 2,5-3 см в длину и до 2 см в ширину. Они тёмно-зелёного цвета и состоят из трёх-пяти пар листочков. В жаркое время листья складываются вместе.
Пурпурно-голубые цветки имеют по пять лепестков каждый. Они могут расти индивидуально или группами на концах ветвей. Цветки имеют как тычинки, так и пестики, образуя жёлтые стручки, содержащие чёрные семена в красной кожице.
Плодоносят в возрасте 30-70 лет.

## Использование
Гваякум священный, как и Гваяковое дерево, используется для производства бакаута, ценной древесины, имеющей большую плотность, прочность и твёрдость.
Ранее смола гваякума широко использовалась для получения гваякола.

## Галерея

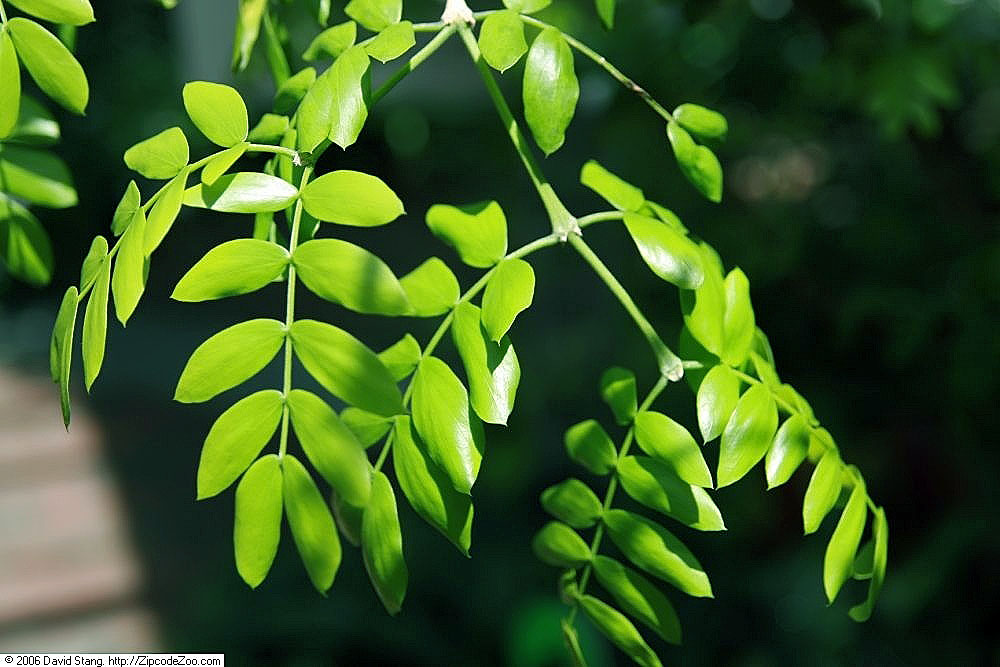
Листья
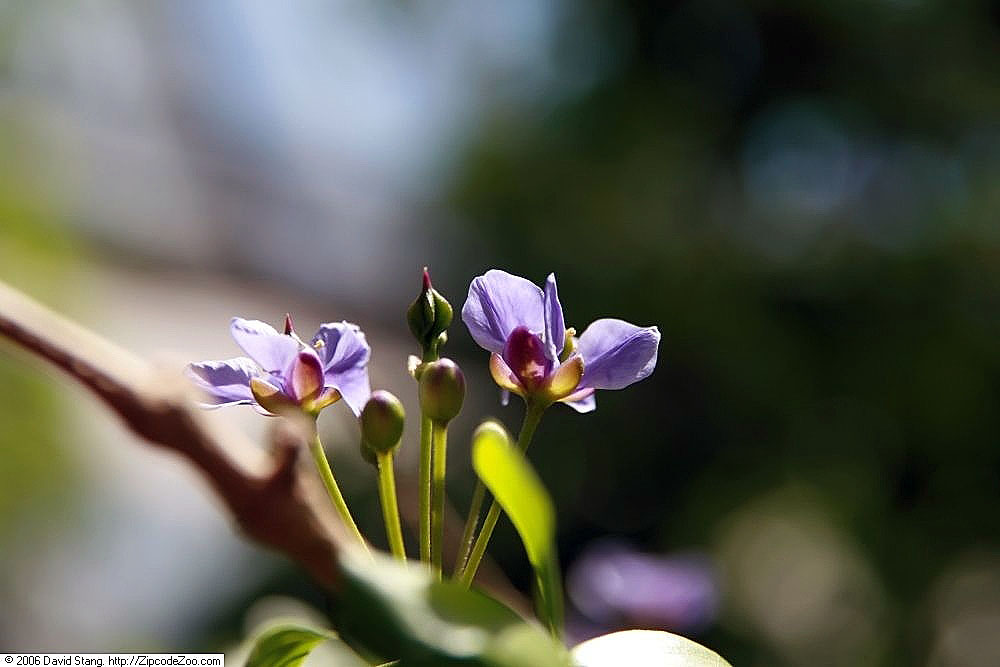
Цветки
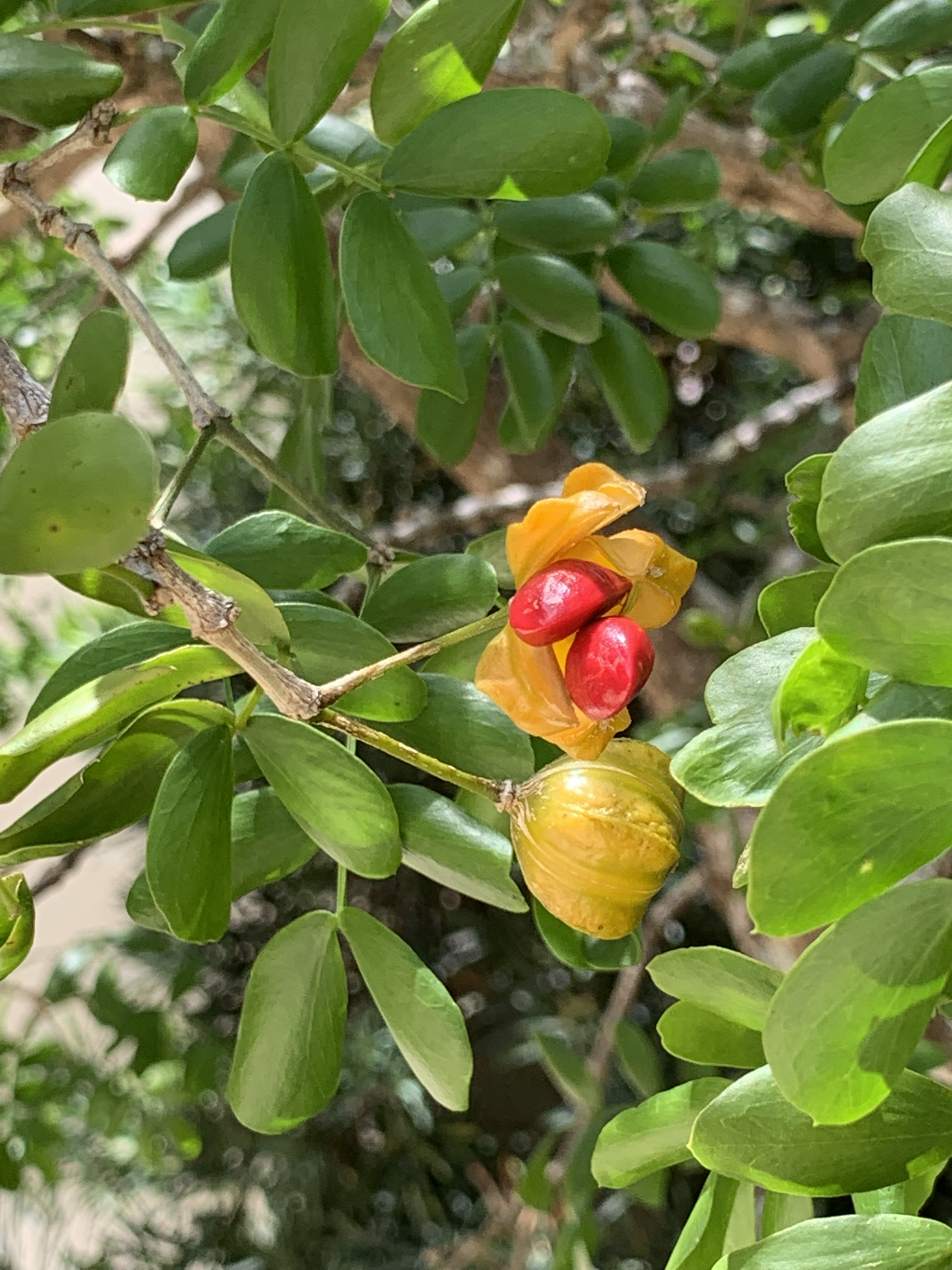
Семена
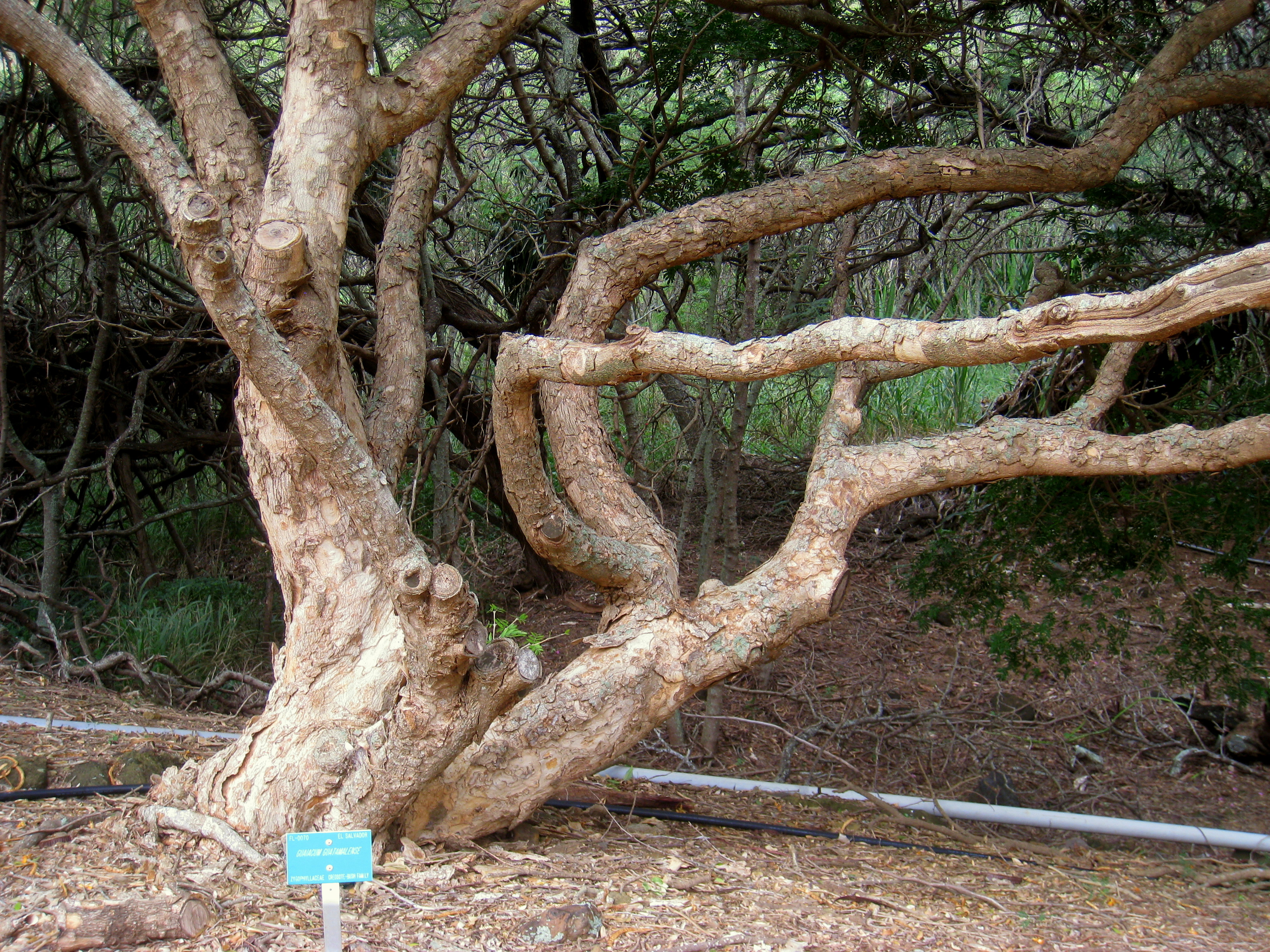
Ствол старого дерева